# Mitterkirchen im Machland
Mitterkirchen im Machland é um município da Áustria localizado no distrito de Perg, no estado de Alta Áustria.